# Sechstagerennen von Turin
Das Sechstagerennen von Turin (italienisch: Sei Giorni di Torino) war ein Wettbewerb im Bahnradsport in der italienischen Stadt Turin. Das Sechstagerennen wurde 2001 zum ersten Mal veranstaltet und fand bis 2018 statt.

## Geschichte
Das Rennen wurde auf der offenen (1996 erbauten) Radrennbahn (400 Meter Länge) „Veldromo Francone“ veranstaltet. Es hatte neun Ausgaben. Mit vier Siegen ist Marco Villa der erfolgreichste Fahrer des Rennens.

## Palmarès
| Jahr      | Sieger                               |
| --------- | ------------------------------------ |
| 2001      | Ivan Quaranta – Marco Villa          |
| 2002      | Ivan Quaranta – Marco Villa          |
| 2003      | Scott McGrory – Tony Gibb            |
| 2004      | Ivan Quaranta – Marco Villa          |
| 2005      | Sebastián Donadío – Marco Villa      |
| 2006      | nicht ausgetragen                    |
| 2007      | Juan Esteban Curuchet – Walter Pérez |
| 2008      | Bruno Risi – Franco Marvulli         |
| 2009–2016 | nicht ausgetragen                    |
| 2017      | Elia Viviani – Francesco Lamon       |
| 2018      | Mattia Viel – Nicholas Yallouris     |